# Walenty Miklaszewski

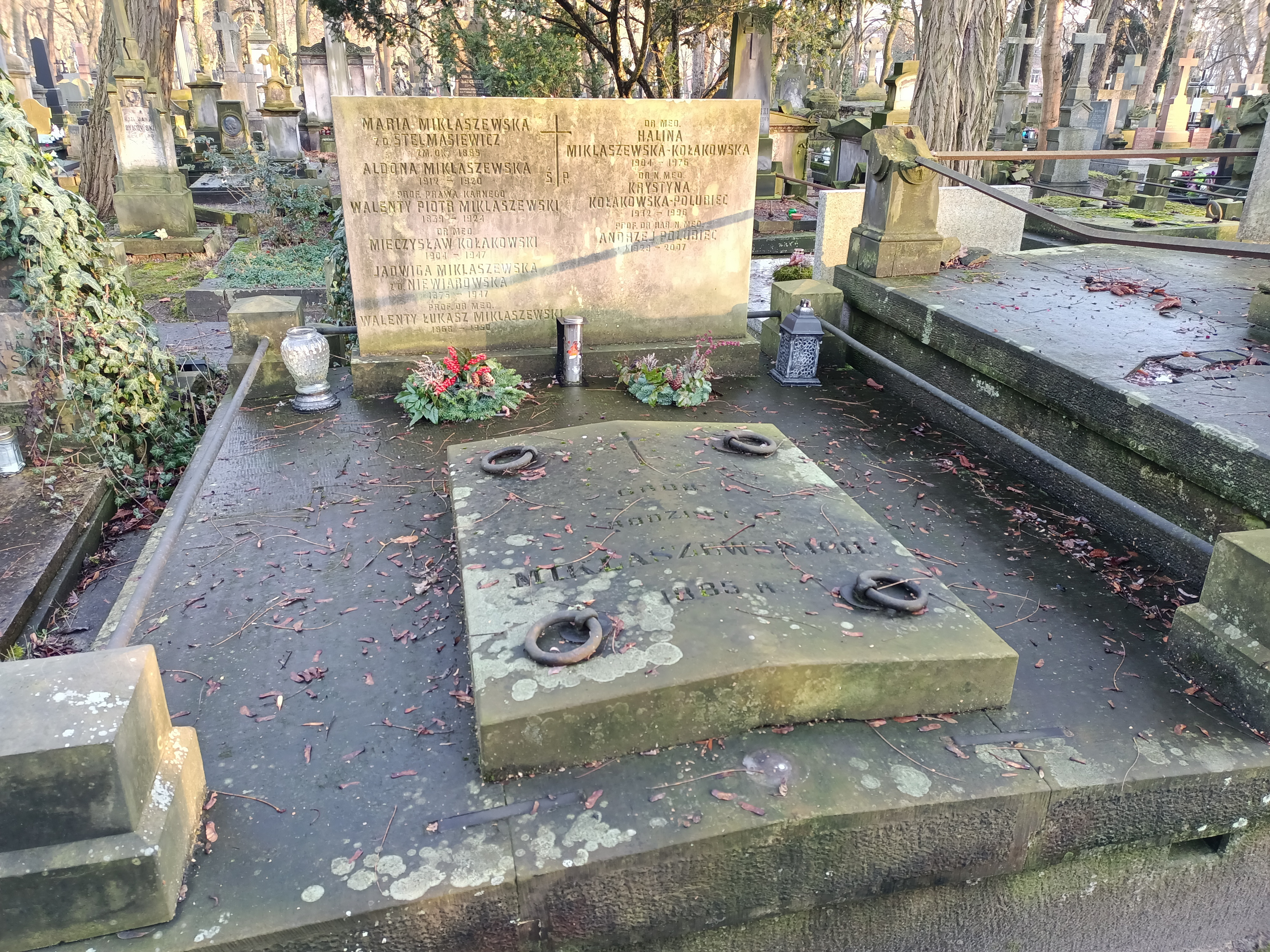
Grób Walentego Piotra Miklaszewskiego na cmentarzu Powązkowskim

Walenty Piotr Miklaszewski (ur. 19 maja 1839 w rodzinnym majątku Popiele pod Grodziskiem Mazowieckim, zm. 30 stycznia 1924 w Warszawie) – profesor Szkoły Głównej Warszawskiej i Uniwersytetu Warszawskiego, czołowy przedstawiciel klasycznej szkoły prawa karnego. Działacz penitencjarno-społeczny, reformator systemu wychowawczo-poprawczego dla nieletnich przestępców, organizator kształcenia prawnego. Jeden z założycieli i wieloletni kierownik prac redakcyjnych „Gazety Sądowej Warszawskiej”.

## Życiorys
Ukończył gimnazjum w Radomiu, gdzie jego ojciec – również Walenty – był w latach 1846–1862 sędzią Trybunału Radomskiego. W 1856 podjął studia prawnicze na Uniwersytecie w Petersburgu. Studiował też m.in. w Heidelbergu i w Londynie.
Po powrocie do kraju rozpoczął aplikację sądową w Trybunale Cywilnym w Warszawie, jednocześnie pełniąc obowiązki adiunkta prawa kryminalnego i rzymskiego na Wydziale Prawa i Administracji Szkoły Głównej Warszawskiej. W 1866 Rada Ogólna Szkoły wystąpiła o mianowanie go profesorem nadzwyczajnym, na co nie zgodziły się władze rosyjskie. Wówczas napisał i obronił rozprawę „O stanowisku przewodniczącego w sądzie przysięgłych” (1867), otrzymał stopień doktora prawa, a kilka dni potem uzyskał nominację na profesora nadzwyczajnego Uniwersytetu Warszawskiego. W Cesarskim Uniwersytecie Warszawskim (powstałym po likwidacji SGW w 1869) powierzono Miklaszewskiemu wykłady z ustroju sądów i postępowania karnego. Na profesora zwyczajnego awansował dopiero po kilkunastu latach (w 1885), gdyż władze rosyjskie podejrzewały go o głoszenie z katedry propolskich poglądów. W latach 1881, 1884 i 1887 sprawował Miklaszewski ponadto obowiązki sędziego uniwersyteckiego. 15 marca 1895 został przedwcześnie przeniesiony w stan spoczynku, otrzymując kilka miesięcy wcześniej tytuł profesora zasłużonego. W 1885 Miklaszewski ogłosił drukiem obszerny „Wykład postępowania cywilnego rzymskiego”. Było to pierwsze osobne opracowanie tego przedmiotu w romanistyce polskiej.
Od 1873, jako jeden z założycieli „Gazety Sądowej Warszawskiej”, kierował jej działem karnym, a do 1889 faktycznie całością prac redakcyjnych. Publikował na łamach „GSW” wiele artykułów i sprawozdań.
Brał udział w pracach Towarzystwa Prawniczego w Warszawie i Towarzystwa Naukowego Warszawskiego, do którego zarządu należał, był członkiem rzeczywistym, a później honorowym. W latach 1905–1918 był członkiem Towarzystwa Kursów Naukowych, od 15 XII 1910 do 20 XII 1916 także członkiem Zarządu TKN.
Zmarł 30 stycznia 1924 w Warszawie i został pochowany na cmentarzu Stare Powązki, kwatera C-4-16,17.
Jego synem był Walenty Łukasz Miklaszewski, znany warszawski lekarz, antropolog, publicysta, a prawnuczką Marta Olszewska.

## Odznaczenia
Order „Odrodzenia Polski” klasy III – w uznaniu zasług, położonych dla Rzeczypospolitej Polskiej na polu nauki i wieloletniej pracy obywatelskiej (29 grudnia 1921).